# カフェテリア・グループ
カフェテリア・グループ（Cafeteria group）とは、経済学者ジョン・メイナード・ケインズ、ピエロ・スラッファ、数学者フランク・ラムゼイ、哲学者ルートウィヒ・ウィトゲンシュタインによる非公式知的クラブ。ケンブリッジ大学のカフェテリアによく居たことからカフェテリア・グループと呼ばれた。グループでは、ケインズの確率論、特に1921年に発表し数学や哲学に大きく貢献した論文『蓋然性論』や、フリードリヒ・ハイエクの景気循環論について議論した。このグループの議論が後の経済学・数学・哲学に与えた影響は大きい。